# Grenacheria
Grenacheria é um género botânico pertencente à família Myrsinaceae.